# علي الشوباشي
علي الشوباشي ولد في الإسكندرية عام 1933 لأسرة ذات صلة عريقة بالثقافة. والده الأديب المعروف محمد مفيد الشوباشي، وشقيقه هو الكاتب شريف الشوباشي.
توفي علي الشوباشي في 2001.
تخرج من كلية الحقوق، جامعة القاهرة، عمل بالمحاماة وبالصحافة في قسم الترجمة بوكالة أنباء الشرق الأوسط، ثم سافر إلى فرنسا عام 1972 حيث عمل بوكالة الأنباء الفرنسية لمدة ربع قرن، وقام بتغطية أحداث عالمية عديدة. كان مديرا لمكتب الوكالة في تركيا لمدة عامين (1987-1989). ورغم وصوله إلى قمة السلم الوظيفي في الوكالة إلا أنه آثر العودة إلى مصر فور تقاعده.
ترجم العديد من الروايات والمسرحيات من الفرنسية إلى العربية، كما كان خلال اقامته في فرنسا مدافعا عن الثقافة العربية ومعرفا بها وبقيمها للجمهور الفرنسي. حالت ظروف حياته ما بين اسفار واعتقال في الخمسينات والستينات دون ظهور أعماله العديدة.
علي الشوباشي هو زوج الكاتبة والصحفية فريدة الشوباشي.